# Baltia
Baltia (ou Basilia, Basileia ou Abalus) est une île légendaire dans la mythologie romaine, censée se trouver au nord de l'Europe. De là proviendrait le nom de la mer Baltique.

## Sources

### Bibliothèque historique, Diodore de Sicile
Diodore de Sicile, en parle dans le livre V de sa Bibliothèque historique (rédigée au Ier siècle av. J.-C.) :
« Nous allons maintenant donner quelques détails sur ce qu'on appelle l'électrum. En face de la Scythie et au-dessus de la Gaule est une île appelée Basilée [Basileia]. C'est dans cette île que les flots de la mer jettent en abondance ce qu'on appelle l'électrum, qui ne se trouve nulle part ailleurs. Beaucoup d'anciens écrivains ont débité sur cette matière des fables tout à fait incroyables et absurdes. [...] L'électrum se recueille donc dans l'île Basilée, et les habitants le transportent sur le continent situé à l'opposite ; de là on l'envoie dans nos contrées, comme nous l'avons dit. »
Ferdinand Hoefer, dans des notes de sa traduction de l'ouvrage, commente plusieurs points de ce passage. Ainsi, selon lui, la géographie ne paraissait pas avoir fait beaucoup de progrès depuis Hérodote (auteur des Histoires, rédigées vers les années 440 av. J.-C.). Il estime que Diodore semble diviser le continent de l'Europe (en dehors de la Grèce et de l'Italie) en trois régions : la Scythie, habitée par les Scythes et les Germains confondus ensemble ; la Celtique, habitée par les Gaulois et les Celtes ; et l'Ibérie. Concernant l'île, quelques anciens géographes ont placé dans ces mêmes parages l'île de Baltéa (qu'il distingue donc de Basileia). La pèche du succin forme encore aujourd'hui une branche de commerce pour quelques habitants de la mer Baltique.

### Histoire Naturellede Pline l'Ancien
L'île est mentionnée à plusieurs reprises dans l'Histoire Naturelle du naturaliste romain Pline l'Ancien (publiée vers 77). Dans le livre IV, l'auteur écrit :
« D'après Xénophon de Lampsaque, une navigation de trois jours conduit de la côte de Scythie à une île d'une grandeur immense, Baltia ; Pythéas l'appelle Basilia. On cite aussi les îles Oones, où les habitants vivent d’œufs d'oiseaux et d'avoine ; on en cite d'autres où les hommes naissent avec des pieds de cheval, et s'appellent Hippopodes ; on cite enfin les îles des Fanésiens, dans lesquelles les habitants, qui vont nus, se couvrent de leurs oreilles, d'une grandeur excessive. »
Et dans le XXXVII, il explique :« Pythéas rapporte que les Guitons, nation germanique, habitent, dans un espace de 6.000 stades, les bords du Mentonomon (on nomme ainsi un bas-fond de l'Océan) ; qu'à une journée de navigation est l'île d'Abalus, où les vagues jettent le succin au printemps ; que cette substance est une sorte d'excrément de la mer congelée ; que les habitants s'en servent en guise de bois, et en vendent aux Teutons]], leurs voisins. 
Timée a admis celte opinion, mais il a nommé l'île Basille. »

## Analyse
Différents chercheurs ont placé l'île légendaire en Seelande (Danemark) ou l'ont assimilée à une autre île de la mer Baltique - îles estoniennes, sur les rivages de l'actuelle Lituanie, dans la partie la plus méridionale de la Scandinavie (aujourd'hui appartenant à la Norvège et à la Suède), ou encore à l'archipel de Heligoland dans la mer du Nord. Cependant, ces deux derniers lieux ne semblent pas être de bons candidats, n'étant pas des endroits correspondant à ce que Pline l'Ancien dit de Baltia ; en effet, l'ambre ne s'y trouve pas en grandes quantités.